# Ościukowszczyzna
Ościukowszczyzna (lit. Asčiukiškės) − wieś na Litwie, w rejonie solecznickim, 4 km na wschód od Turgieli, zamieszkana przez 1 człowieka. Przed II wojną światową w Polsce, w powiecie wileńsko-trockim województwa wileńskiego.